# Montivipera bornmuelleri
Montivipera bornmuelleri — вид отруйних змій родини гадюкових (Viperidae). Один із 7(8) видів роду гірських гадюк (Montivipera). Поширений на Близькому Сході. Раритетний вид плазунів, занесений до Червоного списку МСОП.

## Етимологія
Вид названий на честь німецького ботаніка Йозефа Борнмюлера.

## Опис
Змія середнього розміру до 75 см завдовжки. Самиці переважно більші за самців.

## Поширення
Гадюка поширена в гірській місцевості в Лівані та Сирії.

## Особливості біології
Гадюка населяє кедрові ліси, альпійські луки, а також чагарники і подушкоподібну рослинність серед скель. 
Montivipera bornmuelleri належить до яйцеживородних плазунів. Самиця народжує від 2 до 18 дитинчат.

## Охорона
Вид занесений до Червоного списку МСОП (охоронна категорія: «вид перебуває в небезпечному стані»). Гадюки трапляються в заповідних районах Арз Аль-Шуф і Хордж Ехден у Лівані, а також у заповіднику «Хермон» в Сирії.